# سیریل فان هاووارت
سیریل فان هاووارت (انگلیسی: Cyrille van Hauwaert; ۱۶ دسامبر ۱۸۸۳ – ۱۵ فوریهٔ ۱۹۷۴) دوچرخه‌سوار اهل بلژیک بود.